# کلیسای مریم عذرا در الزیتون
کلیسای مریم عذرا در الزیتون (عربی: كنيسة السيدة العذراء بالزيتون) یک کلیسای بزرگ است که در شهر قاهره مصر در منطقه الزیتون واقع شده‌است. این کلیسا در سال ۱۹۲۴ در ابعاد کوچکتر از کلیسای صوفیان معروف در استانبول ترکیه ساخته شد.

## ساخت و افتتاح
این کلیسا توسط توفیق بک خلیل ابراهیم تحت نظارت یک مهندس ایتالیایی بنام لیمون جیللی در ابعادی کوچکتر از کلیسای صوفیان معروف در استانبول ترکیه ساخته شد و این موضوع به آنجا بر می‌گردد که به‌نقل از مریم عذرا روایت شده‌است که ایشان در کلیسای خودش ظاهر خواهد شد. کار ساخت این کلیسا در سال ۱۹۲۴ به پایان رسید و در سال ۱۹۲۵ برای برگزاری نماز توسط اسقف اثناسیوس که اسقف بنی سویف بود آماده و افتتاح گردید. این کلیسا از داخل با نقش‌های زیبایی تزیین شده‌است که یک هنرمند ایتالیایی با همین هدف آنرا آماده کرده بود.

## ظهور مریم عذرا در گنبد کلیسا
در شب سه‌شنبه، ۲ آوریل سال ۱۹۶۸، بعضی از افراد مدعی شده‌اند که مریم مقدس در صحنه‌های معنوی نور در گنبد کلیسای خود با زیتون ظاهر شد، که منجر به گرد آمدن هزاران نفر برای دیدن مقبره از تمام نقاط مصر شد و در ادامه نیز باعث شد که مطبوعات مصر به آن بپردازند. یکی از کسانی که این ادعا را تأیید نمود کشیش کنستانتین موسی، (کشیش کلیسا در آن زمان) بود که گفت: "من آن را در گنبد شرقی رو به دریا از میان یک رنگ نیمه نارنجی دیدم و سپس وی را در شبهای بعد در گنبدی که در بالا ذکر شد دیدم. این حرفهای وی هزاران نفر از مردم را در آن زمان بسیار خوشحال کرده بود.